# Skalin (powiat stargardzki)
Skalin (niem. Schellin) – wieś w Polsce położona w województwie zachodniopomorskim, w powiecie stargardzkim, w gminie Stargard.
W latach 1975–1998 miejscowość należała administracyjnie do województwa szczecińskiego.
Wieś zbudowana w kształcie okolnicy, powstała w średniowieczu. Położona jest około 7 km na południowy zachód od Stargardu. W 1248 książę Barnim I przekazał ją w posiadanie biskupstwu w Kamieniu, zaś po ośmiu latach wróciła do dóbr książęcych i od tego czasu kilkukrotnie zmieniali się jej właściciele. Na początku XX wieku majątek Skalina liczył 526 ha. Po przejęciu wsi przez władze polskie w 1945, część nieruchomości (dawny folwark) została przydzielona osadnikom wojskowym, a pozostałą część przejęły PGR-y.
We wsi zachował się zabytkowy, XV-wieczny kamienno-ceglany kościół pw. Matki Boskiej Różańcowej. Jest to świątynia salowa, wzniesiona na planie prostokąta, jej ostatni gruntowny remont przeprowadził w 1909 roku architekt Heinrich Deneke, w czasie dokonywanych renowacji Kościoła Mariackiego w Stargardzie. Na drewnianej wieżyczce z tego okresu umieszczony jest XV-wieczny dzwon, o średnicy 57 cm. Od XVI wieku przy kościele znajduje się cmentarz grzebalny.
W pobliżu wsi znajduje się murowany pałac z II połowy XIX wieku, przebudowany w latach 20. XX w., otoczony parkiem naturalistycznym.
11 kwietnia 1715 roku w pobliżu Skalina uderzył ok. dziesięciokilogramowy meteoryt.
Do Skalina można dojechać linią MZK Stargard nr: 35.